# Unité urbaine de Bonnières-sur-Seine
L'unité urbaine de Bonnières-sur-Seine est une unité urbaine française centrée sur les communes de Bonnières-sur-Seine et Freneuse, dans les Yvelines.

## Données générales
Dans le zonage de 2010, les communes qui la composent en 2020 constituaient avec la commune de Rosny-sur-Seine (huit communes), l'unité urbaine de Rosny-sur-Seine.
Dans le zonage de 2020, elle est composée de sept communes, la commune de Rosny-sur-Seine constituant à elle seule une unité urbaine.
En 2022, avec 14 644 habitants, elle représente la 5e unité urbaine du département des Yvelines.

## Composition selon la délimitation de 2020
Elle est composée des sept communes suivantes :
| Nom                 | Code Insee | Département | Statut       | Superficie (km2) | Population (dernière pop. légale) | Densité (hab./km2) | Modifier                                    |
| ------------------- | ---------- | ----------- | ------------ | ---------------- | --------------------------------- | ------------------ | ------------------------------------------- |
| Bonnières-sur-Seine | 78089      | Yvelines    | ville-centre | 7,66             | 5 077 (2022)                      | 663                | modifier les données · modifier les données |
| Freneuse            | 78255      | Yvelines    | ville-centre | 10,32            | 4 299 (2022)                      | 417                | modifier les données · modifier les données |
| Bennecourt          | 78057      | Yvelines    | banlieue     | 6,95             | 1 792 (2022)                      | 258                | modifier les données · modifier les données |
| Limetz-Villez       | 78337      | Yvelines    | banlieue     | 9,35             | 2 067 (2022)                      | 221                | modifier les données · modifier les données |
| Méricourt           | 78391      | Yvelines    | banlieue     | 2,15             | 378 (2022)                        | 176                | modifier les données · modifier les données |
| Mousseaux-sur-Seine | 78437      | Yvelines    | banlieue     | 7,20             | 680 (2022)                        | 94                 | modifier les données · modifier les données |
| Rolleboise          | 78528      | Yvelines    | banlieue     | 2,96             | 351 (2022)                        | 119                | modifier les données · modifier les données |

## Évolution démographique
| 1968  | 1975  | 1982   | 1990   | 1999   | 2009   | 2014   | 2021   |
| ----- | ----- | ------ | ------ | ------ | ------ | ------ | ------ |
| 7 788 | 9 776 | 10 039 | 11 417 | 12 441 | 13 324 | 14 096 | 14 602 |

#### Données générales
- Unité urbaine
- Aire d'attraction d'une ville
- Liste des unités urbaines de France

#### Données démographiques en rapport avec l'unité urbaine de Bonnières-sur-Seine
- Aire d'attraction de Paris
- Arrondissement de Mantes-la-Jolie

#### Données démographiques en rapport avec les Yvelines
- Démographie des Yvelines